# 汤鸿霄
汤鸿霄（1931年10月4日—2022年12月16日），河北徐水人，中国环境工程学与环境水质学专家，从事环境水质学、环境工程学和水处理技术的科研和教学工作。1958年毕业于哈尔滨工业大学给水排水工程专业，1977年进入中国科学院环境化学研究所从事科研。现任中国科学院生态环境研究中心研究员、学术委员会主任、博士生导师。1995年当选中国工程院院士。

## 研究成果
- 建立环境水质学国家重点实验室。
- 从事蓟运河汞污染、湘江镉污染、鄱阳湖铜污染等重金属形态、评价和治理研究。
- 主持建立聚合氧化铝现代生产厂，首创稳定化聚合氯化铁工艺。
- 开展微界面水质过程和表面络合计算模式、吸附絮凝理论、高效水处理工艺技术、有机有毒物吸附及控制等领域的研究。